# Siple Station
La Siple Station est une station américaine en Antarctique située aux coordonnées -76 sud et -84 ouest, établie en 1973 pour l'étude de l'effet des ondes à très basse fréquence sur la magnétosphère. Elle est nommée en l'honneur de l'explorateur Paul Siple.
Le conjugué magnétique de Siple est au Québec.